# Solvay-processen

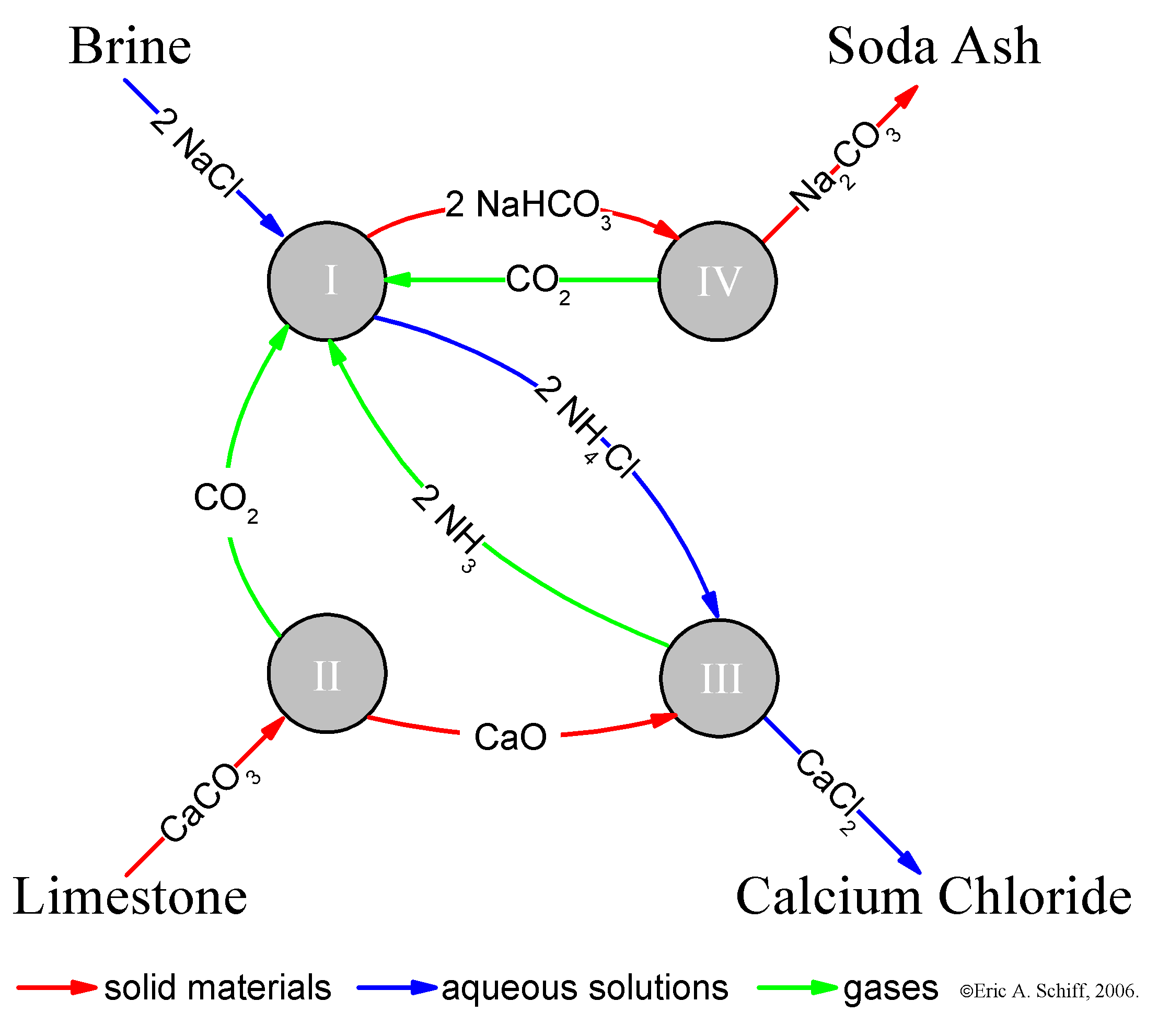
Schema över Solvay-processen.
De fyra numrerade cirklarna I-IV representerar varsin kemisk reaktion enligt samma numrering som i texten.

Solvay-processen eller ammoniak-sodaprocessen är en kemisk process för framställning av natriumkarbonat (soda) i industriell skala. Den uppfanns 1861 av Ernest Solvay och ersatte efter senare förbättringar den dittills använda Leblanc-processen under slutet av 1800-talet. Solvay-processen är fortfarande den dominerande metoden för framställning av natriumkarbonat.
I processen omvandlas natriumklorid och kalciumkarbonat till natriumkarbonat och kalciumklorid enligt nettoformeln:
{\displaystyle {\rm {2\ NaCl+CaCO_{3}\rightarrow Na_{2}CO_{3}+CaCl_{2}}}}
Denna reaktion är dock termodynamiskt ogynnsam, och den omvända reaktionen sker spontant om natriumkarbonat och kalciumklorid blandas i lösning. Processen sker därför i fyra steg, där ammoniak spelar en nyckelroll utan att förbrukas.
I    {\displaystyle {\rm {NaCl+CO_{2}+NH_{3}+H2O\rightarrow NaHCO_{3}+NH_{4}Cl}}}
II   {\displaystyle {\rm {CaCO_{3}\rightarrow CO_{2}+CaO}}}
III  {\displaystyle {\rm {2\ NH4Cl+CaO\rightarrow 2\ NH_{3}+CaCl_{2}+H_{2}O}}}
IV  {\displaystyle {\rm {2\ NaHCO_{3}\rightarrow Na_{2}CO_{3}+H_{2}O+CO_{2}}}}